# 877
Раннє Середньовіччя •  Епоха вікінгів •  Золота доба ісламу •  Реконкіста

## Геополітична ситуація
У Візантії триває правління Василя I Македонянина. Володіння Каролінгів розділені на Західно-Франкське королівство, Східно-франкське королівство, Італію. Незалежні Гасконь і Бретань. Східне Франкське королівство розділене на три частини. Північ Італії належить Італійському королівству, Рим і Равенна під управлінням Папи Римського, герцогства на південь від Римської області незалежні, деякі області на півночі та на півдні належать Візантії. Піренейський півострів, окрім Королівства Астурія та Іспанської марки, займає Кордовський емірат. Північну частину Англії захопили дани, на півдні править Вессекс. Існують слов'янські держави: Перше Болгарське царство, Велика Моравія.
Аббасидський халіфат очолював аль-Мутамід. У Китаї правила династія Тан. Значними державами Індії є Пала, Пратіхара, Чола. В Японії триває період Хей'ан. Хозарський каганат підпорядкував собі кочові народи на великій степовій території між Азовським морем та Аралом. Територію на північ від Китаю захопили єнісейські киргизи.
На території лісостепової України в IX столітті літописці згадують слов'янські племена білих хорватів, бужан, волинян, деревлян, дулібів, полян, сіверян, тиверців, уличів. У Північному Причорномор'ї співіснують різні кочові племена, зокрема булгари, хозари, алани, тюрки, угри, кримські готи. Херсонес Таврійський належить Візантії. У Києві правлять Аскольд і Дір.

## Події
- У Франкській державі за ухвалою Карла II Лисого (Керсійський капітулярій) посада і володіння графа стали спадковими.
- Карл Лисий відвідав Рим на запрошення Папи Івана VIII, який попросив у франкського короля допомоги проти сарацинів.
- У Північну Італію вторглися війська короля Баварії Карломана. До Карла Лисого не прибула підмога, оскільки франкська знать була більше збентежена нападами вікінгів, ніж війною з сарацинами в далекій Італії, тому Карлу довелося повернутися в своє королівство.
- 6 жовтня, дорогою додому, помер Карл II Лисий, імператор імперії Каролінгів, король Західно-Франкського королівства, онук Карла Великого.
- Після смерті батька Людовик II Заїка повернувся, щоб отримати присягу знаті Західного Франкського королівства, однак наштовхнувся на супротив, який очолювала дружина Карла Лисого Рішильда. Вона хотіла посадити на трон свого брата Бозона. Однак, завдяки втручанню архиєпископа реймського Гінкмара, конфлікт владнали, і Людовик Заїка став королем на умовах гарантії прав магнатів.
- Королем Шотландії став Аед Білоногий.
- У завойованій данами Мерсії утворилася область п'яти бургів.
- Правитель Єгипту Ахмед ібн Тулун витратив частину податків, які він повинен був надсилати халіфу, на будівництво в Єгипті. Халіфу це не сподобалося, і він вислав проти непокірного мамелюка війська, які, втім, були розбиті. Спираючись на рух карматів, Ахмед ібн Тулун захопив Сирію та Сицилію.
- Після смерті константинопольського патріарха Ігнатія на катедру повернувся Фотій.

## Померли
- Ігнатій (патріарх Константинопольський)